# 改变行为的寄生虫

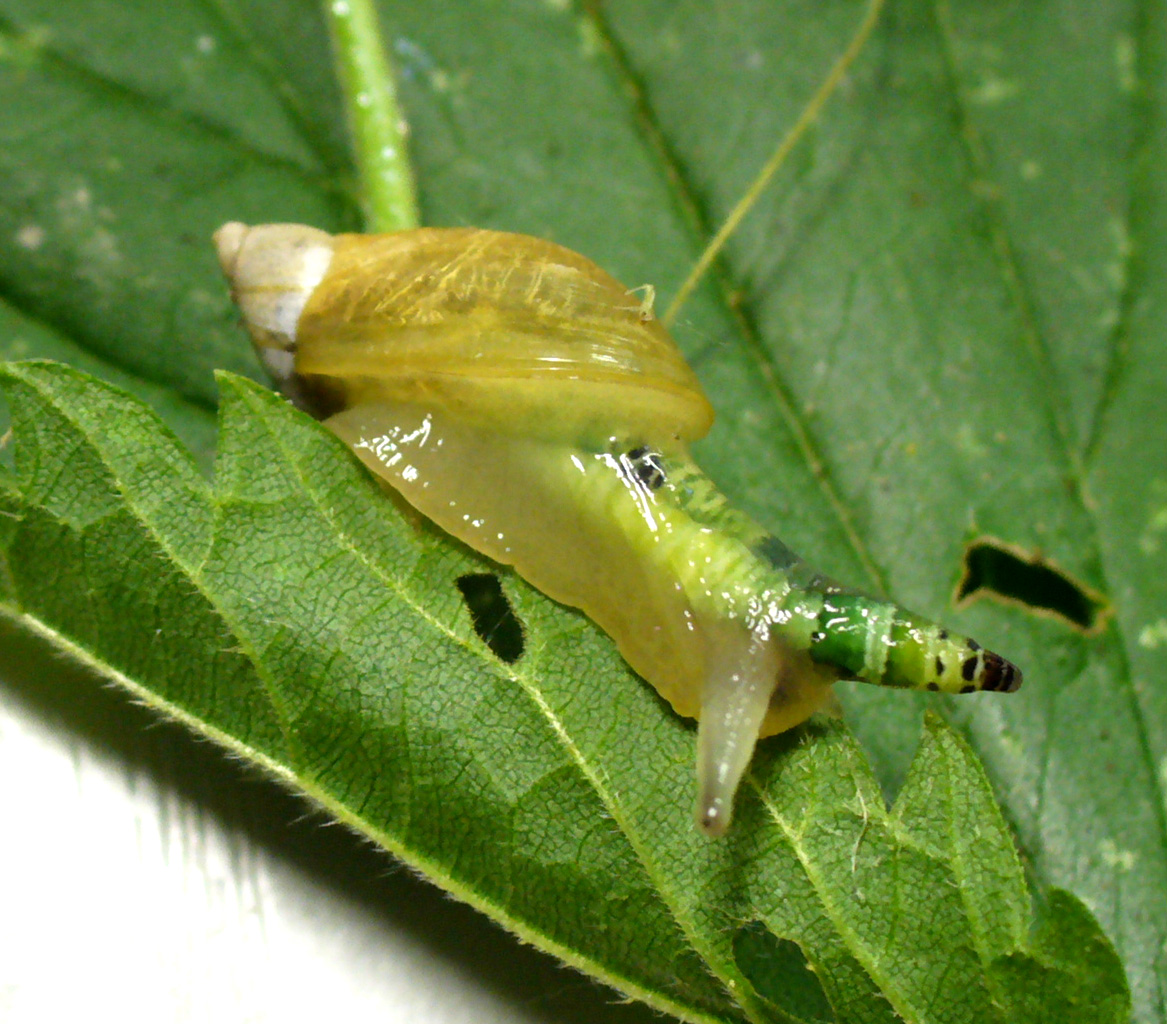
感染绿带彩蚴吸虫的蜗牛

改变行为的寄生虫是一种有两种以上宿主的寄生虫，有能力影响宿主的行为方式以拓宽其传播途径，有时其甚至可以直接影响宿主的决策和行为控制机能。这类寄生虫有的中间宿主体内无性繁殖，同时发挥其能力，影响中间宿主的行为，使中间宿主更容易被高营养级的掠食者捕食。这些掠食者正是其最终宿主，往往在这里，这些寄生虫才得以有性繁殖。细菌、原生动物、病毒和动物之中都能找到类似的生物。这类寄生虫有些还能改变宿主行为，以保护其自身和后代。
在这类寄生虫的影响下，宿主逐渐对外界漫不经心，导致其更容易被捕食。例如，原生动物弓形虫会感染小型啮齿动物，使其降低警惕同时会被猫科动物尿液的气味吸引，使得其更容易被捕食。而猫科动物正是弓形虫的最终宿主。
神经寄生虫学的研究显示，这类寄生虫往往会感染中枢神经系统或影响宿主的神经化学联结进而影响宿主行为。